# Osvětimany
Osvětimany – miasteczko w Czechach, w powiecie Uherské Hradiště, w kraju zlińskim. Według danych z dnia 1 stycznia 2012 liczyło 831 mieszkańców.